# Soběsuky
Soběsuky är en ort i Tjeckien.   Den ligger i regionen Zlín, i den östra delen av landet, 230 km öster om huvudstaden Prag. Soběsuky ligger 290 meter över havet och antalet invånare är 344.
Terrängen runt Soběsuky är platt åt nordost, men åt sydväst är den kuperad. Runt Soběsuky är det ganska tätbefolkat, med 124 invånare per kvadratkilometer. Närmaste större samhälle är Kroměříž, 7,5 km norr om Soběsuky. I omgivningarna runt Soběsuky växer i huvudsak blandskog.